# Djurgårdens IF Fotboll
Djurgårdens Idrottsförening Fotboll je švédský fotbalový klub ze Stockholmu. Název Djurgårdens získal podle ostrůvku Djurgården v centru Stockholmu, kde byl klub (v kavárně Alberget 4A) roku 1891 založen. Je součástí sportovní jednoty Djurgårdens IF, v níž známý je i hokejový tým. Fotbalový oddíl získal 11 mistrovských titulů (1912, 1915, 1917, 1920, 1954/55, 1959, 1964, 1966, 2002, 2003, 2005) a 4 vítězství ve švédském poháru (1989/90, 2002, 2004, 2005). Patří mezi 16 mužstev, která se zúčastnila historického prvního ročníku Poháru mistrů evropských zemí.

## Trofeje
- Vítěz Allsvenskan [p. 1] (8×): 1954/55, 1959, 1964, 1966, 2002, 2003, 2005, 2019
- Vítěz Svenska Cupen (5×): 1989/90, 2002, 2004, 2005, 2018

## Fanoušci
V dubnu 2013 se nepovedl Djurgårdenu vstup do nového ročníku. Zástupci neoficiálního fanklubu Djurgårdenu pak během několika dnů telefonicky, a dokonce i osobně vyhrožovali trenérovi Magnusi Pehrssonovi. Ten na základě toho odstoupil, své funkce se vzdal i klubový předseda Tommy Jacobson.

## Známí hráči
- Sigvard Parling [2]